# Humboldt Channel
Der Humboldt Channel ist eine natürliche Wasserstraße durch das zentrale kanadisch-arktische Archipel in der Region Kitikmeot, Nunavut. Sie trennt die King William Island (im Westen) von den Tennent Islands (im Osten). Im Norden mündet die Meerenge in die James-Ross-Straße, im Süden in die Rae Strait.